# Michaił Nikiforow
Michaił Borisowicz Nikiforow, ros. Михаил Борисович Никифоров (ur. 3 lutego 1901 r. w Petersburgu, zm. ?) – radziecki wojskowy (major), oficer szkoły propagandystów ROA w Dabendorfie, szef oddziału formowania sztabu Sił Zbrojnych Komitetu Wyzwolenia Narodów Rosji, a następnie dowódca samodzielnego dywizjonu rozpoznawczego 2 Dywizji Piechoty Sił Zbrojnych KONR podczas II wojny światowej.
Pod koniec kwietnia 1919 r. ukończył gimnazjum w Twerze. Brał udział w wojnie domowej w Rosji przeciwko wojskom Białych gen. Nikołaja N. Judenicza, a następnie przeciwko wojskom gen. Antona I. Denikina i gen. Piotra N. Wrangla. Po ukończeniu szkolenia na 1 sowieckich twerskich kursach kawaleryjskich czerwonych dowódców został pod koniec grudnia 1919 r. dowódcą plutonu 2 Mieszanego Pułku Kawalerii. Od poł. sierpnia 1920 r. dowodził plutonem 2 Samodzielnej Moskiewskiej Brygady Kursantów. Od poł. września tego roku pełnił funkcję 2 sekretarza komisarza politycznego 4 szkoły kawaleryjskiej kadry dowódczej. Od pocz. listopada 1921 r. wykładał w szkole topografię wojskową. Od pocz. marca 1922 r. dowodził plutonem szkoły. Pod koniec września 1923 r. ukończył szkołę, po czym objął dowództwo samodzielnego szwadronu kawalerii 6 Dywizji Strzeleckiej. Od poł. listopada tego roku był zastępcą dowódcy szwadronu. Na pocz. lutego 1924 r. został dowódcą plutonu samodzielnego szwadronu kawalerii 48 Dywizji Strzeleckiej. Od poł. marca tego roku dowodził plutonem 4 szkoły kawaleryjskiej. Od pocz. września pełnił funkcję adiutanta szkoły. Od pocz. września 1931 r. był dowódcą pododdziału kalinińskiej szkoły kawaleryjskiej kadry dowódczej, zaś od poł. maja 1932 r. pododdziału zjednoczonej szkoły wojskowej kadry dowódczej. Na pocz. kwietnia 1937 r. w stopniu kapitana został szefem jednego z oddziałów tambowskiej szkoły kawaleryjskiej im. 1 Armii Konnej. W lutym 1938 r. aresztowało go NKWD. W poł. 1939 r. został wypuszczony na wolność. W poł. września tego roku objął funkcję szefa jednego z oddziałów sztabu VXI Korpusu Strzeleckiego. W 1940 r. awansował na majora. Jesienią 1941 r. dostał się do niewoli niemieckiej. Przebywał w różnych obozach jenieckich. Na pocz. 1943 r. wstąpił do Rosyjskiej Armii Wyzwoleńczej (ROA). W lipcu tego roku ukończył szkołę propagandystów ROA w Dabendorfie pod Berlinem. Następnie wykładał historię rosyjską w szkole. Jednocześnie był członkiem komisji kwalifikacyjnej i egzaminacyjnej. Od listopada 1944 r. pełnił funkcję szefa oddziału formowania sztabu Sił Zbrojnych Komitetu Wyzwolenia Narodów Rosji. Na pocz. 1945 r. został mianowany podpułkownikiem. W pierwszych dniach maja tego roku objął funkcję dowódcy samodzielnego dywizjonu rozpoznawczego 2 Dywizji Piechoty Sił Zbrojnych KONR. 9 maja tego roku wraz ze sztabem i częścią oddziałów "własowskich" poddał się Amerykanom. Dalsze jego losy są nieznane.